# Наманганский троллейбус
Наманганский троллейбус — закрытая троллейбусная система в Намангане, Узбекистан. Действовала с 1973 года по 2010 год. 

## История
Троллейбус в Намангане открылся 4 апреля 1973 года. В последующие годы сеть расширялась. В последние годы в городе действовала только одна троллейбусная линия длиной 14 км, открытая в апреле 1999 года. Маршрут линии: Наманган (ж.-д. вокзал) — Туракурган. В 2004 году произведена замена контактной сети на линии от конца Ж.-д. Он перешел улицу Зычыскую к оконечности Тахтакуприка, но троллейбусы с линии не сошли. В конце концов, единственная действующая троллейбусная линия была закрыта 4 января 2010 года. На момент закрытия троллейбусной линии проезд стоил 200 сум.

## Маршруты
В городе было пять маршрутов троллейбуса:
- 1: Центральный рынок — микрорайон № 1
- 2: Иттифок — Северный Ферганский канал
- 3: Центральный рынок (кольцевая линия)
- 4: Центральный рынок (кольцевая линия)
- 5: Тахтакуприк — Гирвансай

После ликвидации вышеупомянутых линий в городе остался только один маршрут (междугородный):
- 1: Наманган (Ж / д вокзал) — Туракурган (завод «Охангар-ТТТ»)

Еще одну линию планировалось запустить в 2004 году: Ж/д вокзал — массив Тахтакуприк.

## Подвижной состав
Линии обслуживали троллейбусы ЗиУ-9.